# Komet Christensen 1
Komet Christensen 1 ali 210P/Christensen je periodični komet z obhodno dobo okoli 5,7 let. Komet pripada Jupitrovi družini kometov. Spada tudi med blizuzemeljska telesa (NEO) .

## Odkritje
Komet je odkril 26. maja 2003 ameriški astronom Eric J. Christensen v okviru programa Catalina Sky Survey.